# پس دادن حاکمیت به مردم
بازگشت حاکمیت به مردم دیدگاهی برای به چالش کشیدن مشروعیت مقامات استعماری بود، که موجب آغاز فرایند استقلال آمریکا از اسپانیا گردید.
هم در اسپانیا و هم در آمریکای اسپانیا این اصل پیشتر با مفهوم حاکمیت مردمی وجود داشت و در حال حاضر هم در اکثر سیستم‌های قانون اساسی سراسر جهان به گونه‌ای بیان می‌شود و طبق این اصل، مردم با حفظ حق حاکمیت واقعی، عملکردهای حکومتی را به رهبران خود واگذار می‌کنند.

## توسعه تاریخی

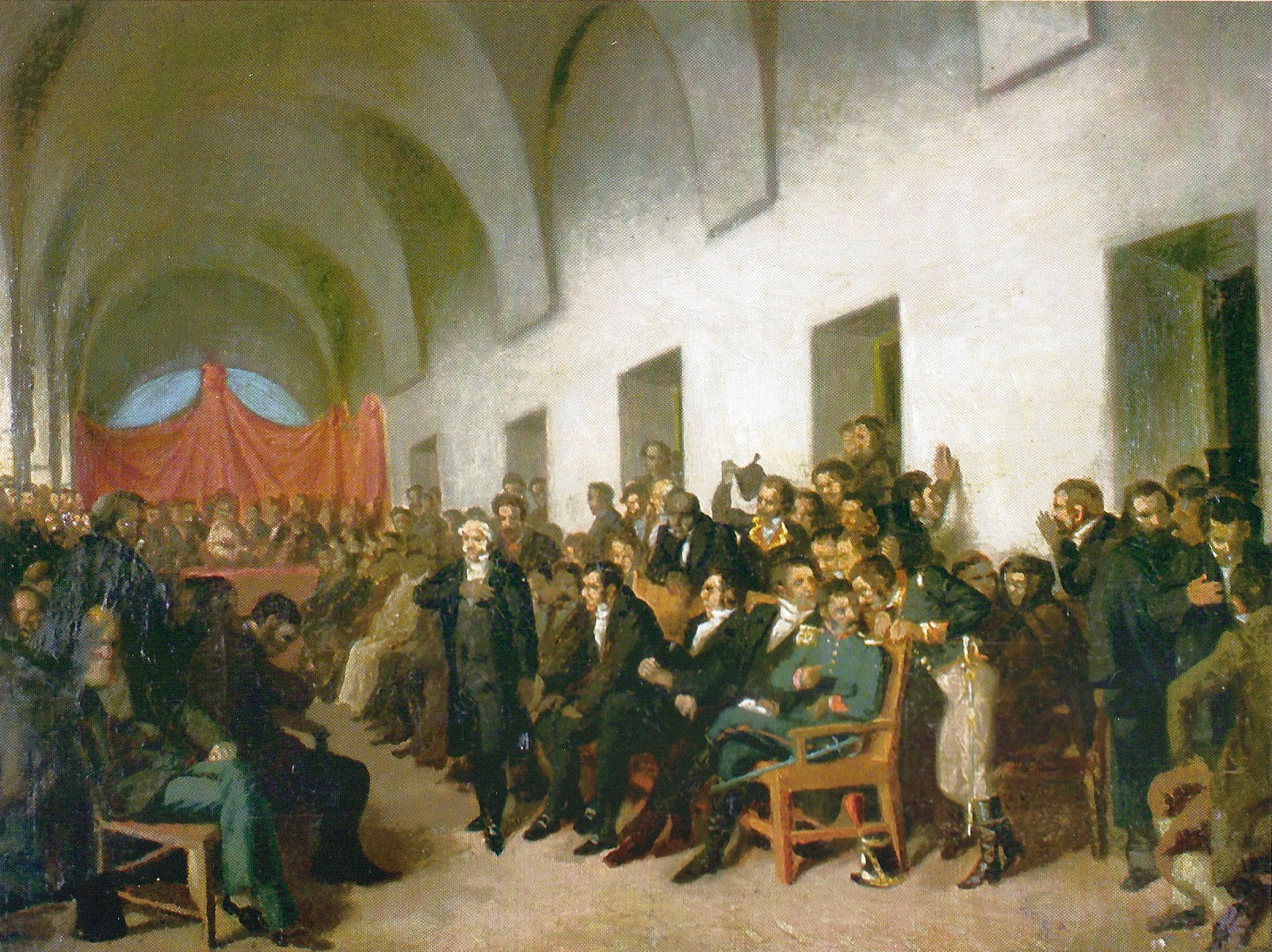
یک نقاشی از برگزاری کابیلدوی علنی در خونتای آمریکای اسپانیا.

در سال ۱۸۰۸، پادشاه اسپانیا فردیناند هفتم توسط امپراتوری ناپلئون زندانی شد و پس از آن جوزف بناپارت جایگزین او شد. در قانونی هفت بندی، حق افراد خوب و صادق برای تشکیل خونتا در غیاب پادشاه به رسمیت شناخته شد. در اسپانیا، خونتای مقاومت در برابر حکومت فرانسویان تشکیل شد و در غیاب پادشاه قانونی ادعای حاکمیت کرد. پس از انحلال دولت مرکزی و حکومت خونتای پادشاهی اسپانیا، در سال ۱۸۱۰، مردم آمریکای اسپانیا حق خود برای تعیین مقامات محلی را خواستار شدند و سنت برگزاری کابیلدوی علنی را بازیافتند. اما قانون هفت بندی تأکید داشت که خونتاهای محلی که در قالب این مجالس ایجاد می‌شوند، همچنان بایستی تابع پادشاه محبوس اسپانیا باشند و صرفاً راه‌حلی موقت برای اداره امور واقع گردند. اصل بازگشت حاکمیت این گرایش را اضافه کرد که در چنین حالتی، حق حاکمیت به مردم برمی‌گردد و آن‌ها حق رد اقتدار پادشاه و تعیین مقامات جدید را دارند.
اصل بازگشت حاکمیت بر این اساس مطرح شد که سرزمین‌های اسپانیا در آمریکا مالکیت شخصی پادشاه اسپانیا است و نه مستعمره اسپانیا. فقط پادشاه می‌توانست بر آن‌ها حکمرانی کند، چه مستقیماً و چه از طریق نایب‌الملک‌هایی که خودش تعیین کرده باشد. این اصل از قبل وجود داشت و این واقعیت که اسپانیا و آمریکای اسپانیا قوانین متفاوتی داشتند، با این اصل توجیه می‌شد. به زبان دیگر، این اصل سابق بر این، می‌گفت مستعمرات در قاره آمریکا و خاک اصلی اسپانیا دو کشور مستقل بوده و پادشاه واحدی دارند.
با ربایش بایون و زندانی شدن فردیناند هفتم توسط ناپلئون در طول جنگ شبه جزیره و عدم وجود جانشین قانونی برای فردیناند، از این اصل بازگشت حاکمیت، برای توجیه خودگردانی در اسپانیا استفاده شد. چنان‌که خونتای سویا هیچگونه اختیاری در ارسال یا تعیین نایب‌الملک در قاره آمریکا نداشت و در عوض آمریکایی‌ها از حقوقی مشابه اسپانیایی‌ها برای ادارهٔ سرزمین خود برخوردار بودند. این اصل توسط بسیاری از جنبش‌های استقلال‌طلب در آن زمان در آمریکای جنوبی مانند انقلاب چوکیساکا یا انقلاب مه به کار گرفته شد.
نهادهای جدید آمریکایی نیز اصل رضایت (consentimiento) را تصویب کردند. این بدان معنا بود که آن‌ها در رد هر تصمیمی که بدون رضایت آن‌ها گرفته شود، احساس آزادی و اختیار عمل می‌کردند.